# Kapaneus

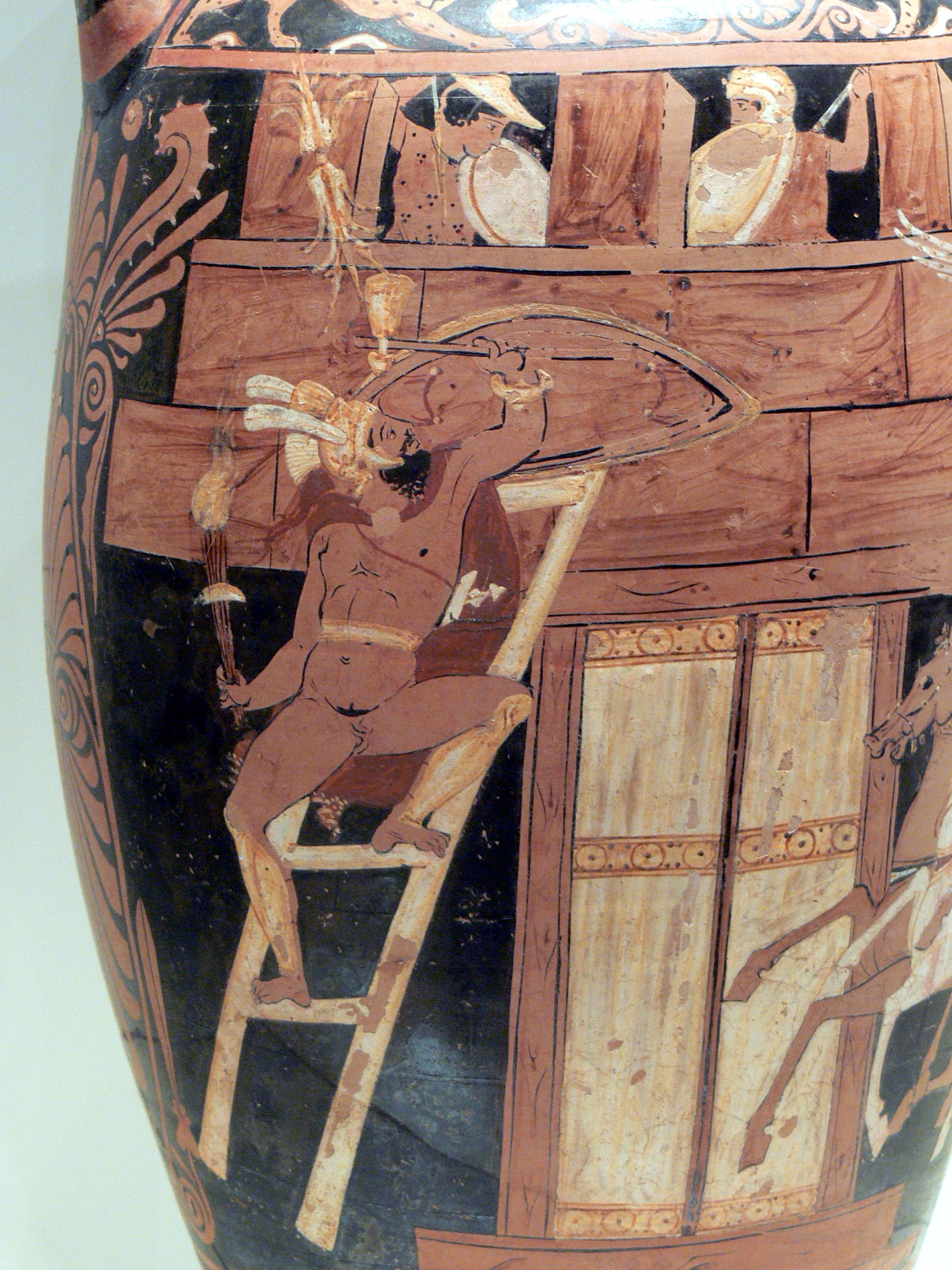
Kapaneus unter den Mauern Thebens, um 340 v. Chr., J. Paul Getty Museum, Malibu, Inv. 92.AE.86

Kapaneus (altgriechisch Καπανεύς Kapaneús) war einer der sieben Helden im Zuge gegen Theben, Sohn des Hipponoos. Seine Mutter ist entweder Astynome oder Laodike.  Er ist Vater des Sthenelos.

Kapaneus belagert entweder das Ogygische Tor oder das Elektra-Tor. Beim Sturm auf die Stadt prahlte er frevlerisch, dass er auch gegen den Willen des Zeus die Mauern Thebens stürzen und selbst dessen Blitzen trotzen werde. Aber auf der Sturmleiter traf den Übermütigen des Zeus Blitz, eine Szene, die in Bildwerken und Gemälden verewigt wurde.
Seine Gemahlin Euadne oder Janeira stürzte sich, als er auf den Scheiterhaufen gelegt wurde, selbst in die Flammen und ließ sich mit ihm verbrennen. Bei Stesichoros wird er von Asklepios wieder belebt.
Der Tod des Kapaneus wird kurz in dem Drama Antigone von Sophokles erwähnt. In den erhaltenen Fragmenten der thebanischen Epen kommt er nicht vor.
In Delphi existierte eine von den Argivern gestiftete Statue des Kapaneos.
Kapaneus erscheint auch in Dantes Göttlicher Komödie. Im dritten Ring des siebten Kreises der Hölle wird er dort zusammen mit anderen Gotteslästerern bestraft.